# Robotnik i kołchoźnica
Robotnik i kołchoźnica (ros. Рабочий и колхозница) – rzeźba autorstwa Wiery Muchiny, złożona z wykonanych z nierdzewnej stali chromoniklowej dwóch figur – kobiecej i męskiej – trzymających nad głowami sierp i młot.
Rzeźba o wysokości 25 metrów i masie całkowitej 80 ton została wykonana na potrzeby radzieckiego pawilonu na wystawie światowej w Paryżu w 1937. W drodze powrotnej do Moskwy rzeźba została uszkodzona. Po rekonstrukcji dokonanej w okresie od stycznia do sierpnia 1939 monument umieszczono na postumencie przed wschodnim wejściem na Wszechzwiązkową Wystawę Rolniczą (ВСХВ, obecnie Ogólnorosyjskie Centrum Wystawowe – ВВЦ). Ponownej konserwacji poddano ją w 1979.
Rzeźbę określono wzorcem socrealizmu w Wielkiej Encyklopedii Radzieckiej, jest też symbolem rosyjskiego (dawniej radzieckiego) studia filmowego Mosfilm.
W 2003 rzeźbę rozebrano na 40 fragmentów w celu ponownej konserwacji z zamiarem przywrócenia na dotychczasowe miejsce w 2005. Jednak ze względu na kłopoty z uzyskaniem funduszy na remont prace te znacznie przeciągnęły się w czasie i ostatecznie renowacja pomnika została ukończona 7 listopada 2009. Rzeźba została ustawiona na nowym, wyższym cokole, wzorowanym na cokole z wystawy paryskiej.

## Galeria

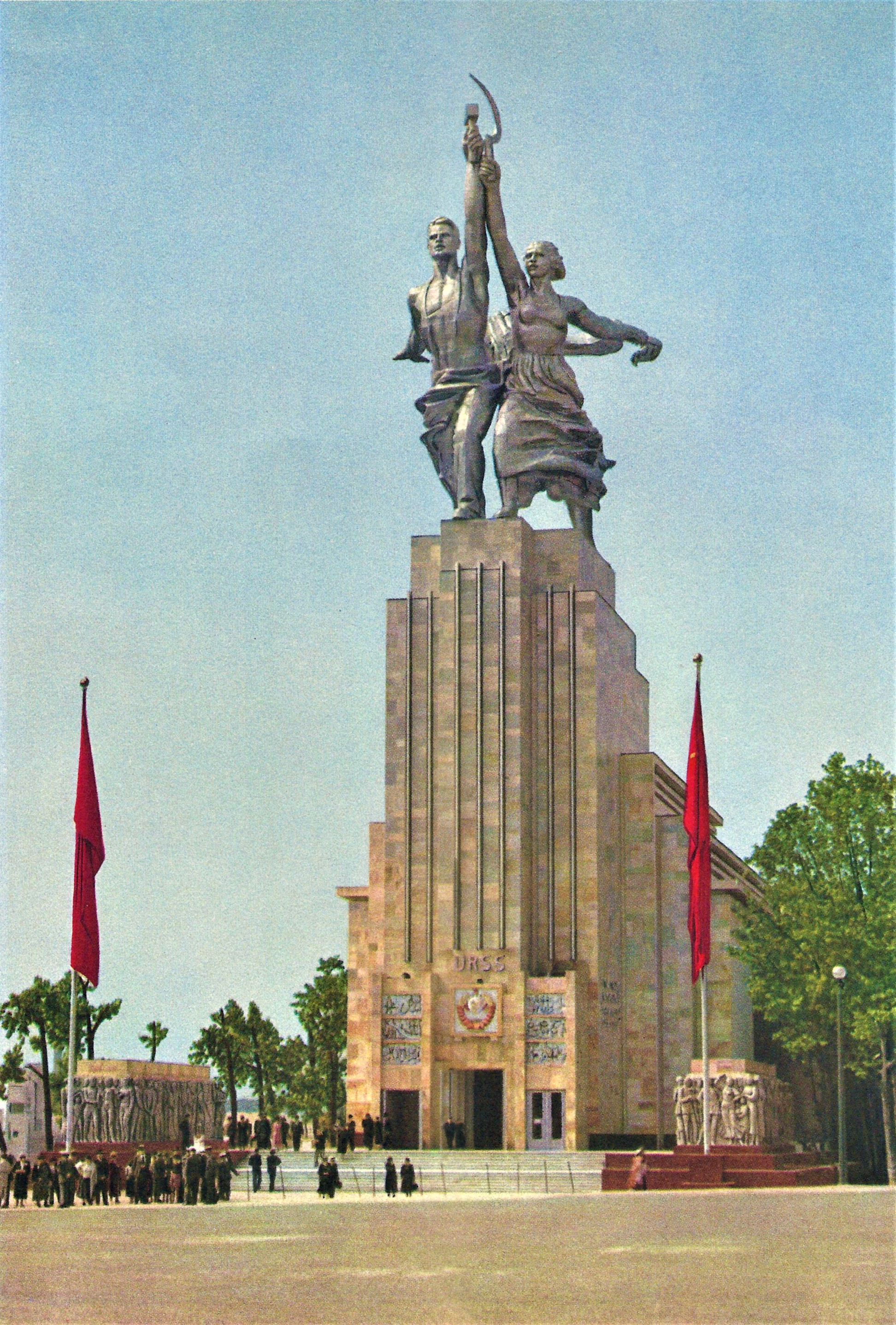
Rzeźba podczas wystawy światowej w Paryżu (1937)